# Bourneovo ultimátum
Bourneovo ultimátum (v originále The Bourne Ultimatum) je americký akční film, který natočil režisér Paul Greengrass. Scénář napsali Tony Gilroy, Scott Z. Burns a George Nolfi podle stejnojmenné knihy od Roberta Ludluma. Jde o třetí film ze série o Jasonu Bourneovi. Hlavní roli v něm ztvárnil Matt Damon a dále v něm hráli například Julia Stiles, David Strathairn a Édgar Ramírez. Film měl premiéru 25. července 2007 a do amerických kin byl následně uveden 3. srpna toho roku. Stejně jako v případě předchozích filmů zazněla během závěrečných titulků píseň „Extreme Ways“ od Mobyho. Autorem originální hudby k filmu je John Powell.